# Галета

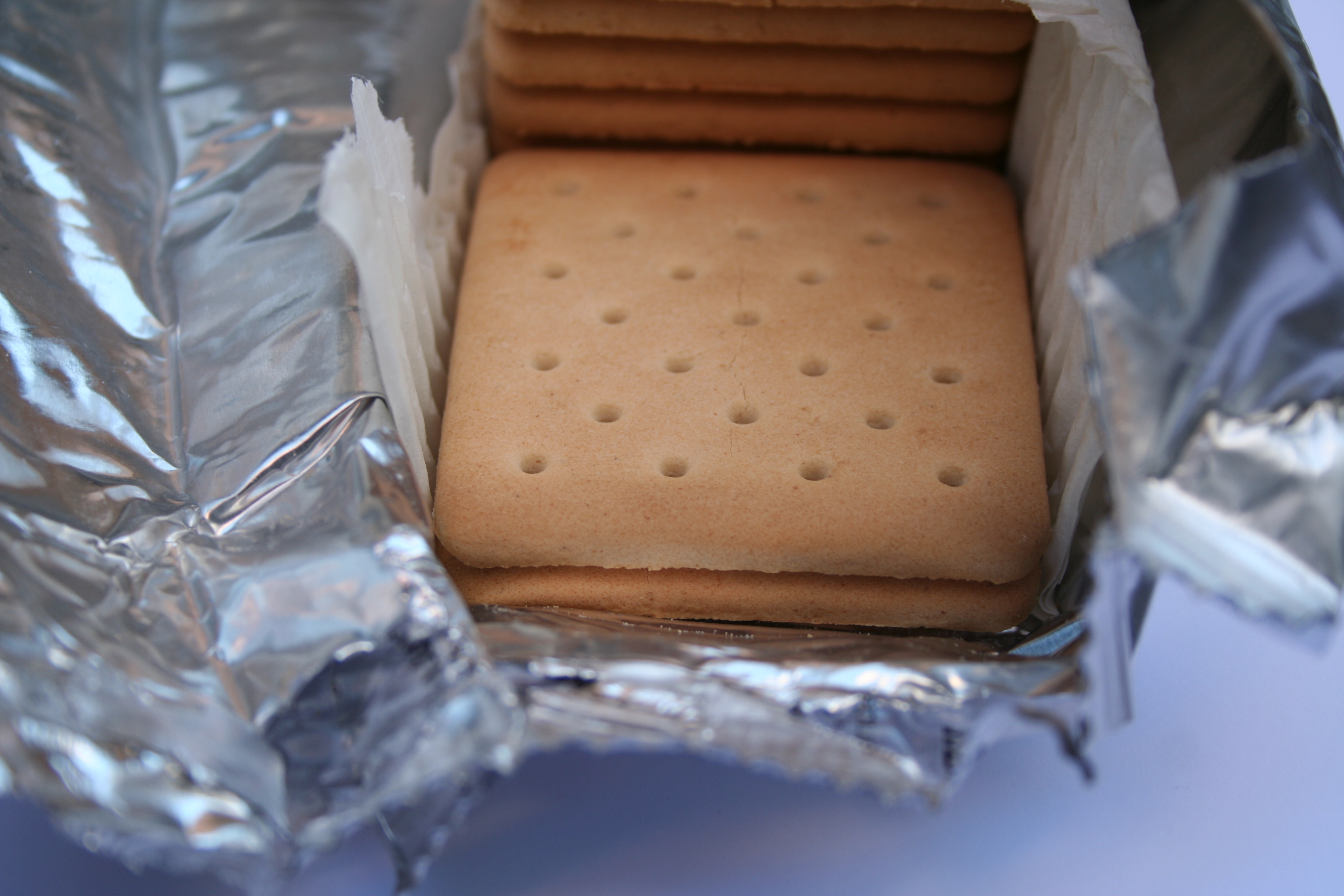
Галети з сучасного пайка Бундесверу

Гале́та (фр. galette, від старофр. gal «валун») — харчовий продукт, який виготовлений з борошна з додавання дріжджів, хімічного розпушувачу, солі та цукру, може бути різновидом печива.
В залежності від сировини, яка застосовується у приготуванні, розрізняють два типи галетів:
- прості — так зване галетне печиво, крекер;
- жирні — галети, які містять 10-18 % вершкового масла або маргарину.

Прості галети зберігають харчові якості до двох років; широко застосовуються в мореплавстві, армії, експедиціях та туристичних походах.
Харчові якості жирних галет зберігаються до шести місяців, проте один з видів галет, який називають Hard Tack зберігається навіть триваліший термін.
Галети повинні мати слоїсту структуру, легко розпушуватись та гарно намокати у воді.